# Zygiometella perlongipes
Genre
Espèce
Synonymes
- Tetragnatha perlongipes O. Pickard-Cambridge, 1872

Zygiometella perlongipes, unique représentant du genre Zygiometella, est une espèce d'araignées aranéomorphes de la famille des Tetragnathidae.

## Distribution
Cette espèce se rencontre en Israël et à Chypre.

## Publications originales
- O. Pickard-Cambridge, 1872 : General list of the spiders of Palestine and Syria, with descriptions of numerous new species, and characters of two new genera. Proceedings of the Zoological Society of London, vol. 1871, p. 212-354 (texte intégral).
- Wunderlich, 1995 : Beschreibung der neuen Spinnen-Gattung Zygiometella der Tetragnathidae: Metinae und eines bisher unbekannten Typs von Stridulations-Organen (Arachnida: Araneae). Beiträge zur Araneologie, vol. 4, p. 639-642.